# Zali Steggall
Zali Steggall OAM (* 16. April 1974 in Manly, Sydney) ist eine australische Politikerin und ehemalige Skirennläuferin. Sie fuhr hauptsächlich Slaloms und wurde 1999 Weltmeisterin in dieser Disziplin, als bisher einzige Athletin von der südlichen Hemisphäre. Hinzu kommen eine olympische Bronzemedaille und ein Sieg im Skiweltcup. Seit der Parlamentswahl 2019 ist sie unabhängige Abgeordnete im Repräsentantenhaus und vertritt den Wahlkreis Warringah.

## Biografie

### Skisport

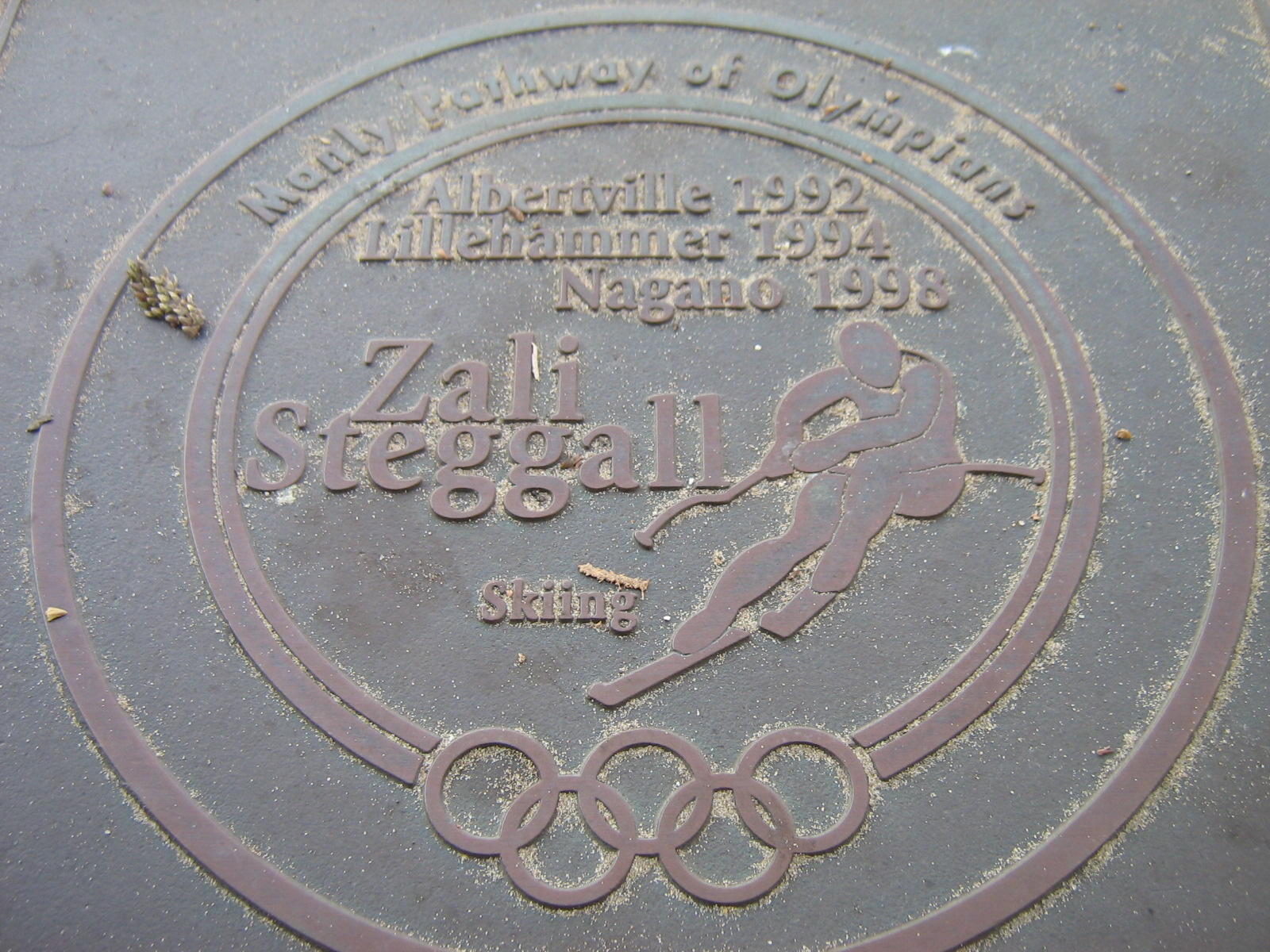
Plakette für Zali Steggall auf dem Pathway of Olympians in Manly

Ihr Großvater Jack Steggall spielte in den 1930er Jahren für die australische Rugby-Union-Nationalmannschaft. Vom vierten bis zum 14. Lebensjahr lebte Zali Steggall mit ihren Eltern und ihrem Bruder Zeke Steggall (einem ehemaligen Profi-Snowboarder) in Frankreich. Sie erlernte im Wintersportort Morzine in Hochsavoyen das Skifahren und nahm regelmäßig an Rennen teil. Als australische Staatsbürgerin fand sie jedoch keine Aufnahme in die französischen Förderprogramme und Jugendkader. Nachdem sie drei Jahre in Manly bei Sydney gelebt hatte, zog sie als 17-Jährige wieder nach Europa, um ihren Traum von einer Skisportkarriere zu verwirklichen.
Mit guten Ergebnissen in FIS-Rennen und im Europacup qualifizierte sich Steggall für die Olympischen Winterspiele 1992 in Albertville; im Riesenslalom fuhr sie auf den 23. Platz. Ihre Premiere im Weltcup hatte sie am 27. März 1993 in Åre. Auch an den Olympischen Winterspielen 1994 nahm sie teil, konnte sich aber nur unwesentlich auf Platz 22 verbessern. Die australische Regierung begann 1994, den Wintersport gezielt zu fördern, wovon auch Steggall zunehmend profitierte. Am 17. Dezember 1995 fuhr sie beim Slalom von St. Anton am Arlberg erstmals unter die besten zehn eines Weltcuprennens und bestätigte diese Leistung fünf Wochen später in Sestriere mit dem vierten Platz.
Nach einer eher durchzogenen Saison 1996/97 gelang Steggall am 23. November 1997 endgültig der Durchbruch an die Weltspitze, als sie den Slalom von Park City für sich entschied und somit die erste australische Siegerin eines Weltcuprennens wurde. Ein weiterer Weltcupsieg gelang ihr zwar nie mehr, doch erzielte sie zahlreiche Top-10-Ergebnisse. Ein weiterer Höhepunkt in Steggalls Karriere waren die Olympischen Winterspiele 1998 in Nagano. Im Slalomrennen fuhr sie auf Platz 3 und gewann für Australien die erste Medaille in einer Einzeldisziplin bei Winterspielen (vier Jahre zuvor hatte die Shorttrack-Staffel der Männer die erste Wintersportmedaille überhaupt gewonnen).
Nach Rang 2 im Slalom am 3. Dezember 1998 in Mammoth Mountain feierte Steggall noch in derselben Saison den größten Erfolg ihrer Karriere bei den Weltmeisterschaften 1999 in Vail. Nach Rang 6 im ersten Durchgang sicherte sie sich mit klarer Bestzeit im zweiten Lauf die Slalom-Goldmedaille und wurde die erste Weltmeisterin von der Südhalbkugel. Bei der Siegerehrung passierte eine Panne: Anstatt der australischen Hymne erklang jene Armeniens. Da die überraschten Organisatoren kein Tonband mit der richtigen Hymne vorrätig hatten, wiederholten sie die Ehrung am darauf folgenden Tag. Nach diesen Erfolgen gelangen Steggall nur noch mittelmäßige Ergebnisse. Ihr letztes Rennen war der Slalom der Olympischen Winterspiele 2002, bei dem sie aber bereits im ersten Lauf ausschied. Anschließend gab sie ihren Rücktritt vom aktiven Skirennsport bekannt.

### Beruf und Politik
Steggall, die fließend Französisch spricht, hatte während ihrer Skikarriere einen Fernstudienkurs in Kommunikationswissenschaft begonnen. Sie schloss ihr Studium 2001 an der Griffith University ab und begann danach Rechtswissenschaft zu studieren. Im Januar 2007 erhielt sie den Order of Australia für ihre sportlichen Leistungen und ihr Engagement in verschiedenen wohltätigen Organisationen., im darauf folgenden Jahr das Anwaltspatent für den Bundesstaat New South Wales. Steggall war seit September 1999 mit dem australischen Ruderer David Cameron verheiratet und hatte mit ihm zwei Kinder. Die Ehe wurde jedoch nach sieben Jahren geschieden. Im Juni 2008 gab sie bekannt, dass sie den ebenfalls geschiedenen Marketingmanager Tim Irving heiraten werde. Dies geschah noch im selben Jahr.
Steggall engagiert sich mittlerweile auch politisch. So gab sie im Januar 2019 bekannt, bei der anstehenden Parlamentswahl 2019 als unabhängige Kandidatin anzutreten und sich insbesondere für den Klimaschutz einsetzen zu wollen. Sie äußerte sich dazu wie folgt: „Das drängendste Problem ist der Mangel an Maßnahmen zum Klimawandel“. Bei der am 18. Mai stattfindenden Wahl im Wahlkreis Warringah setzte sie sich gegen den früheren Premierminister Tony Abbott durch, der den Wahlkreis seit 1994 vertreten hatte.

## Sportliche Erfolge

### Olympische Spiele
- Albertville 1992: 23. Riesenslalom
- Lillehammer 1994: 22. Slalom, 24. Riesenslalom
- Nagano 1998: 3. Slalom

### Weltmeisterschaften
- Morioka 1993: 31. Riesenslalom, 32. Slalom
- Vail/Beaver Creek 1999: 1. Slalom
- St. Anton 2001: 25. Riesenslalom

### Juniorenweltmeisterschaften
- Maribor 1992: 18. Kombination, 25. Slalom, 28. Riesenslalom, 31. Abfahrt, 32. Super-G
- Monte Campione 1993: 18. Kombination, 21. Riesenslalom, 28. Slalom, 46. Super-G

### Weltcup
- 1997/98: 9. Slalomwertung
- 2 Podestplätze, davon 1 Sieg:

| Datum             | Ort       | Land | Disziplin |
| ----------------- | --------- | ---- | --------- |
| 23. November 1997 | Park City | USA  | Slalom    |

### Europacup
- Saison 1993/94: 6. Slalomwertung
- Saison 1996/97: 3. Slalomwertung
- 3 Podestplätze, davon 1 Sieg

### Weitere Erfolge
- 7 australische Meistertitel (Riesenslalom 1994 und 1995; Slalom 1994, 1995, 1997, 1998 und 1999)
- 18 Siege bei FIS-Rennen (berücksichtigt sind nur die Ergebnisse ab 1994)